# Gentse Feesten
Il Gentse Feesten è un festival popolare che si svolge ogni anno a luglio per una decina di giorni, dal venerdì alla domenica della settimana successiva nel centro storico di Gand e che, insieme all'Oktoberfest di Monaco di Baviera e Las Fallas di Valencia, è tra le più grandi feste popolari d'Europa.

## Storia
Il Gentse Feesten si fa risalire al 1843, quando il consiglio comunale decise di riunire tutte le festività dei vari quartieri in un'unica Fiera generale (Algemene Kermis), in modo da ridurre i giorni di vacanza.
Le prime edizioni si svolsere a Sint-Denijs-Westrem, dove oggi si trovano i padiglioni fieristici di Flanders Expo, finché all'inizio del XX secolo la festa venne trasferita nel centro della città. Dopo la seconda guerra mondiale ci fu un lungo periodo di pausa e solo alla fine degli anni '60 il festival tornò a rivivere. Negli anni Settanta e Ottanta il festival diventò sempre più noto, attraendo diverse migliaia di visitatori, e negli anni '90 crebbe anche l'offerta culturale dell'appuntamento annuale.
Nel 2020 e nel 2021 il Gentse Feesten non si è svolto a causa della Pandemia di COVID-19.

## Svolgimento
I festeggiamenti  inaugurati il venerdì alle ore 14:00 dal campanaro, seguiti dalla parata delle festività di Gand di tutti i partecipanti-artisti ufficialmente registrati a piedi o su carri allegorici. Venerdì sera c'è un tour dei portatori di cappio, che inizia e finisce al Gravensteen. Visitano il centro della città preceduti da figuranti dall'imperatore Carlo V e dal suo seguito. Certe volte persone dal pubblico fischiano ai figuranti per ricordare quello che è stato fatto ai ghentiani. Al Castello dei conti di Fiandra, l'inno di Gand "Klokke Roeland" viene cantato e le fionde vengono gettate nel fuoco.
Le festività vengono sempre concluse secondo lunedì, il giorno dei portafogli vuoti, alle undici di sera con il corteo dei candelieri sul Korenmarkt.
Durante le festività il centro cittadino si trasforma in una zona completamente pedonale in cui artisti di strada da vicino e da lontano portano i loro bozzetti, le acrobazie circensi o la musica: ogni artista di strada deve provvedere a richiedere e ottenere una licenza dalla città per quei dieci giorni. Con questa offerta di basking e performance per strada, ci si può immaginare di tornare nel Medioevo per dieci giorni senza dover usare troppo l'immaginazione, Gand infatti ha un centro storico abbastanza ben preservato.
Di fascino più ufficiale sono le varie esibizioni di artisti di fama (inter) nazionale su palchi coperti che possono essere assistiti gratuitamente e sono organizzati dalla città di Ghent.
I festeggiamenti di Gand sono iniziati nel 2013 per l'ultima volta il sabato prima della terza domenica di luglio e si sono conclusi il lunedì della settimana successiva. Dal 2014, i festeggiamenti di Gand iniziano il venerdì prima della terza domenica di luglio e terminano la domenica della settimana successiva. C'è un giorno di fine settimana in più e la vita normale può riprendere lunedì.
La festa nazionale belga, il 21 luglio, è sempre inclusa in questi dieci giorni. Questo giorno festivo è quindi sempre un giorno di festa impegnativo. La data di inizio delle festività di Gand può anche essere indicata come il (venerdì) giorno prima del sabato prima del 21 luglio.

## Marchio di qualità Critical Ghent
Da quasi quindici anni ormai, un gruppo di protesta, corre alla fine del corteo di apertura contro la morsa del commercio durante i festeggiamenti. Questo commercio è particolarmente evidente dall'eccesso di offerta di bancarelle alimentari simili (patatine fritte, hot dog e kebab) a pochi metri l'una dall'altra e dal costante ampliamento delle prestazioni pagabili al chiuso a scapito di tutto l'intrattenimento di strada pagato dalla cassa comunale. Una tale protesta a volte ha un sottofondo politico; nel 2005 il corteo ribelle portava striscioni e cartelli come: Contro l'estrema destra, Per la società multiculturale e Contro la società di controllo.

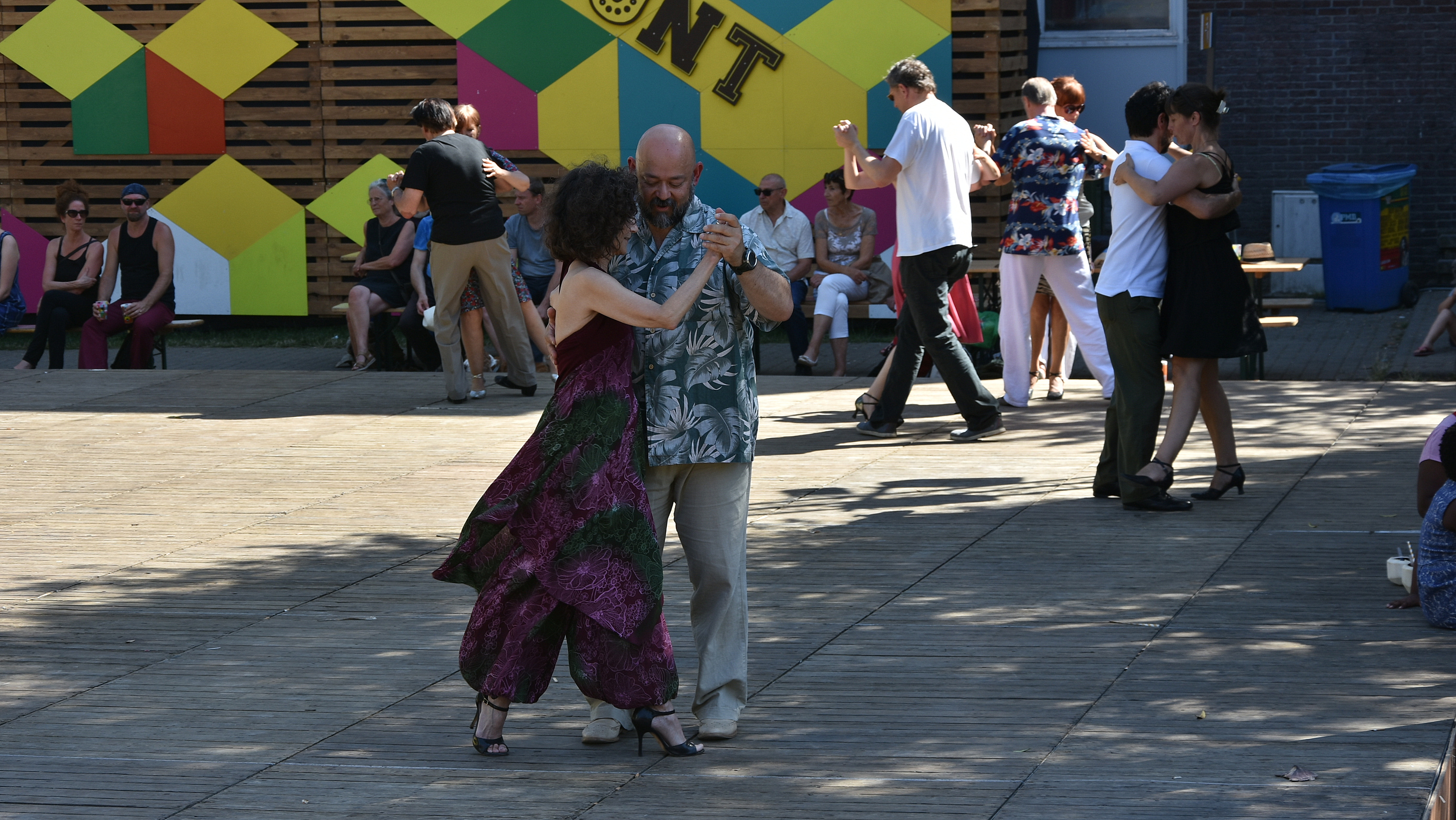
Tango argentino durante le festività di Gand ne 2019

Alcuni degli iniziatori originali esprimono le loro critiche andando in vacanza con il Gentse Feesten. Chi dalla prima ora visita ancora le Festività di Gand si limita alle attrazioni gratuite come i mercati, i fuochi d'artificio, il café chantant o il ballo 1900 il primo lunedì sul Kouter e alcuni ingredienti fissi come il medievale colazione al MIAT (precedentemente organizzata a Het Vleeshuis sul Groentemarkt) o in uno dei famosi cabaret di Gand.

## Festival all'interno del festival
Diverse organizzazioni assicurano che i turisti possano anche partecipare a festival durante le festività specializzate in varie forme d'arte. I più importanti sono (in ordine di tradizione (prima il più antico)):

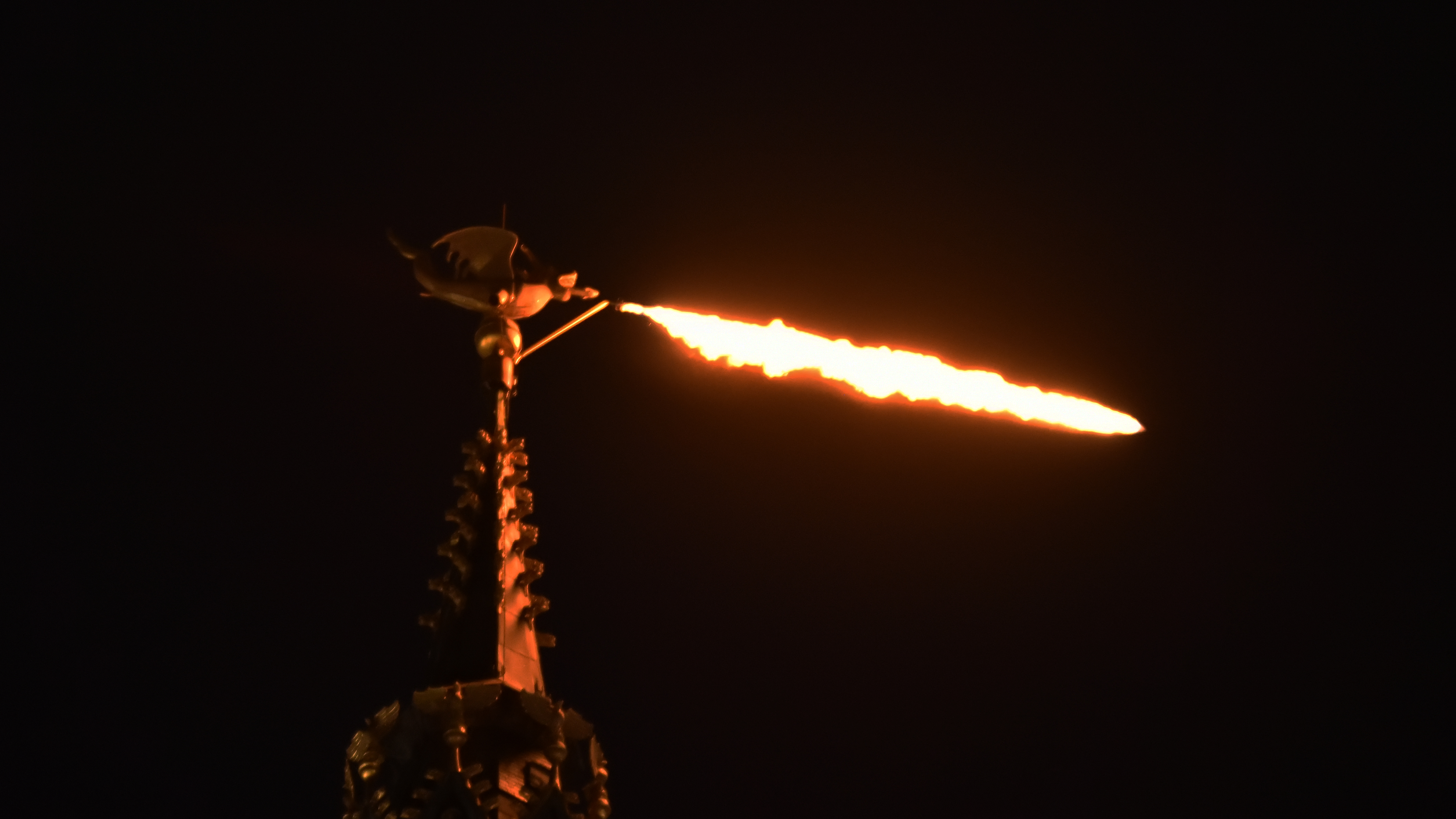
Il drago sputafuoco sul Beffroi durante le festività di Gand nel 2018

- Il Gentse Feesten a Sint-Jacobs (dal 1969): il palcoscenico madre della Gentse Feesten "moderna".
- Miramiro: festival del circo in vari luoghi a Gand.
- International Puppet Busker Festival: un festival per burattinai con una posizione permanente a Patershol (Trommelstraat), a volte con un tour attraverso la zona del festival. Questo è un'idea dell'organizzatore Freek Neirynck, giornalista e autore di testi di burattini.
- Ten Days Off (1995-2014): un festival musicale sulla musica dance elettronica nel Vooruit. In origine si chiamava Ten Days of Techno, ma gli organizzatori pensavano che fosse un'etichetta troppo limitante. Ten Days Off si è chiuso dopo l'edizione 2014.
- Gent Jazz Festival (dal 2002): un festival musicale per gli amanti del jazz che si è svolto prima al Gravensteen e poi si è trasferito al Bijloke. Il festival è stato inizialmente chiamato Blue Note Festival, ma è stato ribattezzato Blue Note Records Festival nel 2006 su richiesta di Blue Note Records. Nel 2008 è stato ribattezzato Gent Jazz Festival

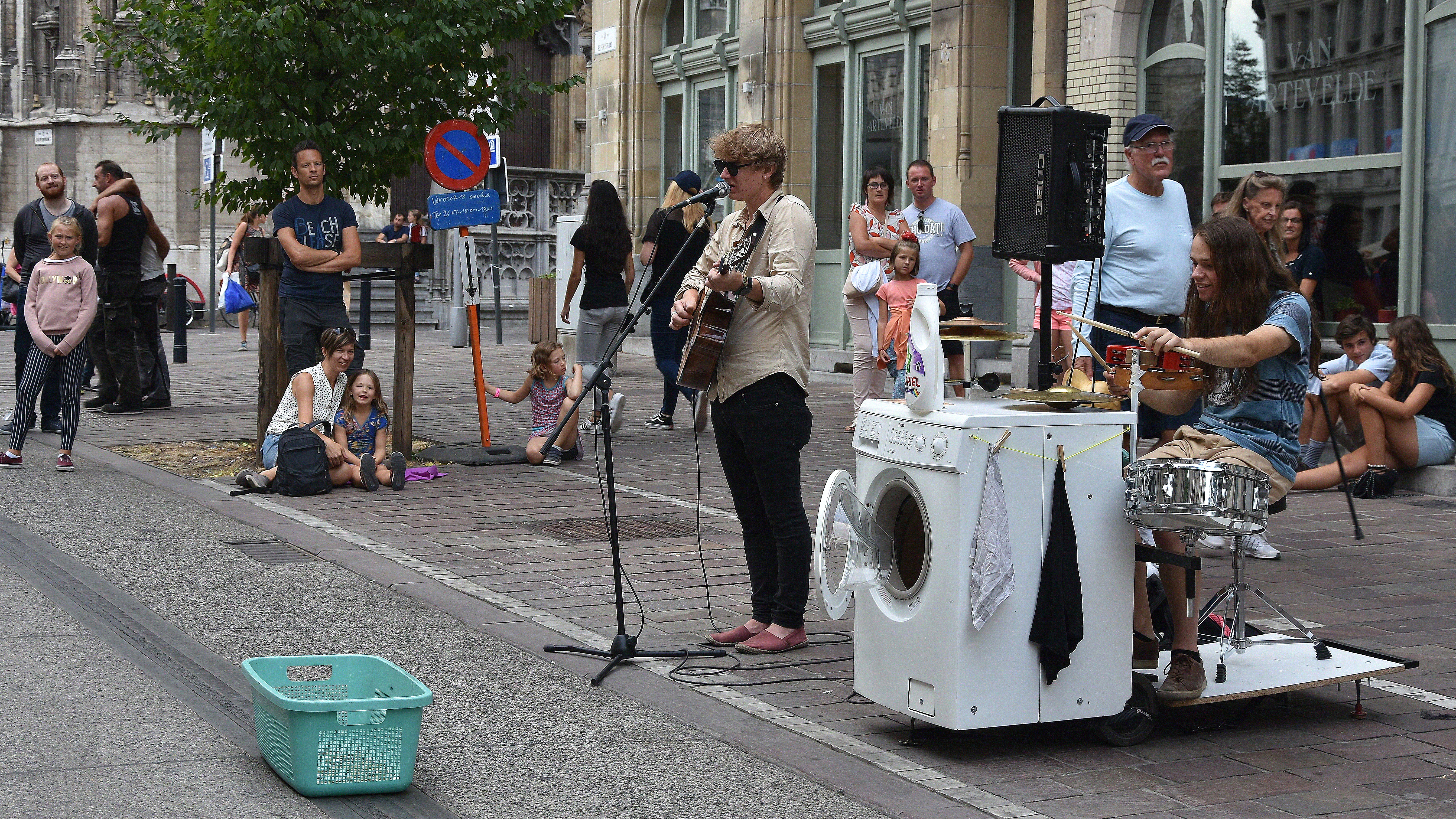
Festività di Gand nel 2018

- Festività di Gand nel 2018Boomtown (dal 2002, non è stato ospitato nel 2008): un festival musicale che si è svolto sull'Oude Beestenmarkt fino al 2007, con un focus particolare sulla combinazione di musica e video arte. Dal 2009 il festival si è trasferito al Kouter e c'è anche una location satellite a Waterfront-Ghent sul Watersportbaan.
- Festival del circo giovanile (dal 2002): il pavimento del circo del Baudelohof è diventato un vero e proprio festival all'interno del Festival. Sono quattro giorni di circo giovanile, talenti emergenti e topper internazionali nel campo del circo contemporaneo. Circuscentrum ha organizzato questo festival fino al 2014.
- Un giorno per un altro mondo (dal 2003): una giornata di spettacoli musicali sul Sint-Jacobsmarkt a beneficio di Oxfam.[8]
- Curiosity Cabinet cirQ (dal 2004): noto per gli spettacoli totali Baden Baden, Bataclan I, II e III, Batakamp, Bata Bata, Familie Van Den Berghe, Den Jubilee, Batahlan, Datakamp, Batacratie, Batastunt e Chataclan.
- Polé Polé Festival: world music (l'espressione polé polé significa "prenditela comoda"). Esisteva molti anni prima a Oostakker, un sobborgo di Gand, ma è stato ripreso dal 2004 sul Graslei / Korenlei. Ora c'è persino un palcoscenico galleggiante sul Leie.
- Boombal (dal 2006): balli folcloristici tutte le sere con diversi artisti e DJ.
- Comedyfestival Gent (Festival della commedia di Ghent) (dal 2007): un festival della commedia (in JOC Rabot) con una forte enfasi sulla diversità, comprese le minoranze etniche e le artiste. Il Comedyfestival Gent è l'unico a offrire spettacoli comici interamente in inglese.
- 123 Comedy Festival (2004-2008): un festival comico con comici dell'agenzia Comedy 123 Comedy Club nel retro del ristorante Mineral.
- Ground Zero Festival (2009): festival musicale senza fronzoli con generi diversi nel Damberd Jazz Café sul Korenmarkt.
- Serata di poesia Belonging (2010): con accompagnamento musicale organizzata dal Fondo Masereel.[9]
- Klankfest (2015-2016): Festival di musica elettronica a De Vooruit con il focus ogni giorno su un certo genere, concetto, club e / o etichetta. È stato visto come il sostituto di Ten Days Off.